# Monumento Natural dos Monólitos de Quixadá
O Monumento Natural dos Monólitos de Quixadá é uma unidade de conservação de proteção integral do tipo monumento natural que tem o objetivo de preservar os inselbergs (ou monólitos) característicos da região por sua raridade, singularidade e beleza cênica. Está localizada no município de Quixadá, Ceará, a aproximadamente 160 km de Fortaleza. Desde 2010 faz parte da Associação Mundial de Montanhas Famosas (em inglês, World Famous Mountains Association - WFMA). Até então, o único representante do Brasil na entidade era o Geopark Araripe, na região do Cariri.
Entre os seus objetivos estão a preservação da riqueza natural, a garantia equilíbrio ecológico face às intervenções antrópicas, bem como promover e o desenvolvimento econômico da região através de atividades ligadas ao Ecoturismo.

## História
Foi criada por meio do Decreto Nº 26.805, de 25 de outubro de 2002, e compreende uma área delimitada pelas seguintes coordenadas geográficas: Latitude Sul entre 04° 54’
e 05° 02’ e Longitude Oeste entre 38° 53’ e 39° 06’. A unidade foi criada para, além de preservar os inselbergs, proporcionar à população local, técnicas apropriadas de uso do solo sem interferência nos refúgios ecológicos, assegurar o uso sustentável dos recursos naturais, ordenar o turismo ecológico, científico e cultural e as demais atividades econômicas compatíveis com a conservação ambiental e desenvolver na população uma consciência ecológica e conservacionista.
Em 2004, a área foi tombada pelo Instituto de Patrimônio Histórico e Artístico Nacional (IPHAN), com o atributo de Parque Nacional dos Serrotes de Quixadá: conjunto paisagístico constituído por formações geomorfológicas em monólito, conhecidos como serrotes.
Segundo o decreto que criou a unidade de conservação, é proibido:
- Retirar ou desmontar os campos de inselbergs e as formações rochosas;
- Implantar equipamentos em suas estruturas naturais;
- Realizar obras civis e de terraplenagem;
- Abrir ou dar manutenção a estradas quando isto resultar em alterações das condições ecológicas dos campos de inselbergs;
- Marcar, gravar ou alterar de qualquer forma os monólitos;
- Outras atividades danosas previstas na legislação ambiental.

## Galeria

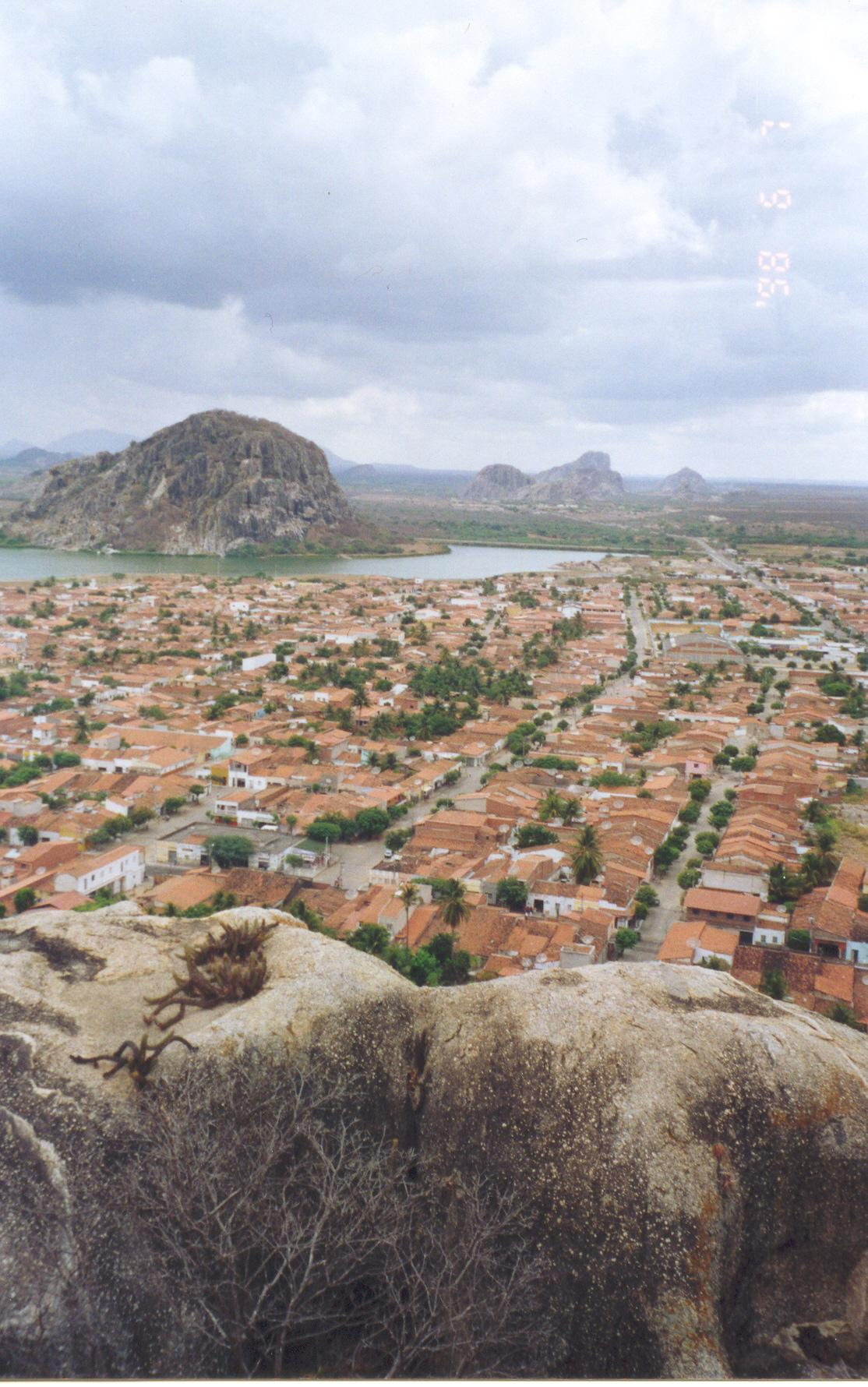
Cidade e inselbergs
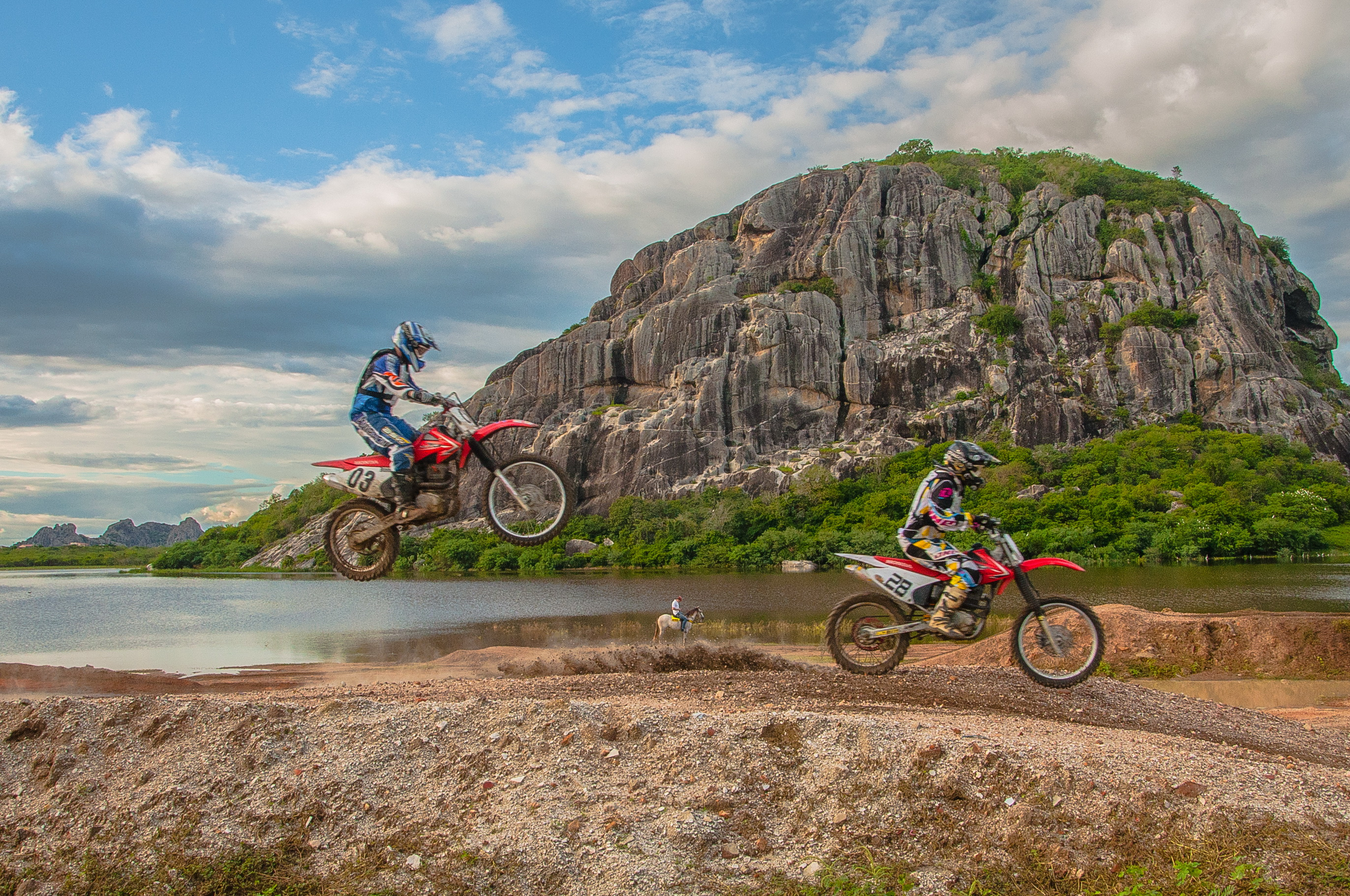
Praticantes de motocross
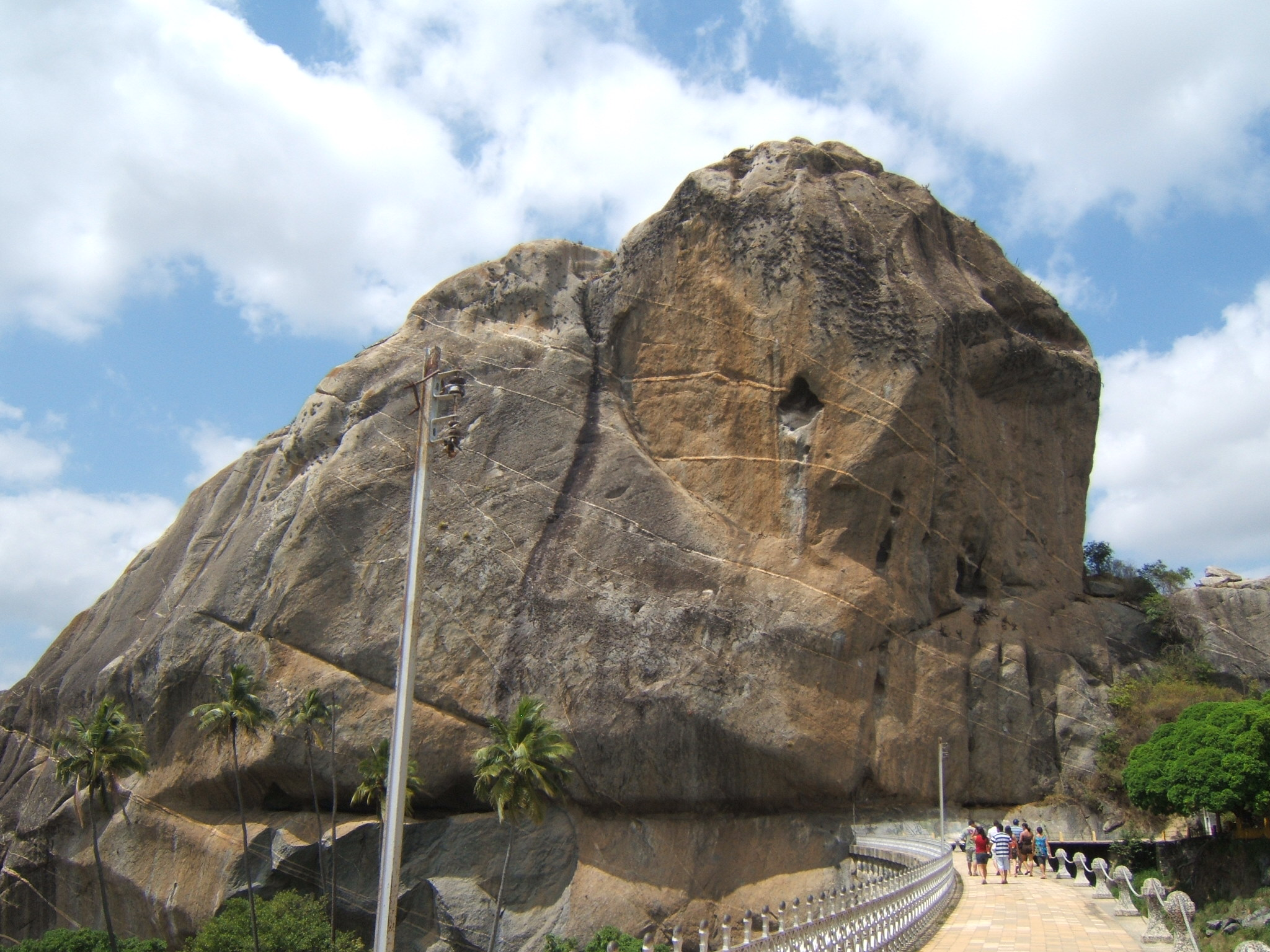
pedra Faladeira
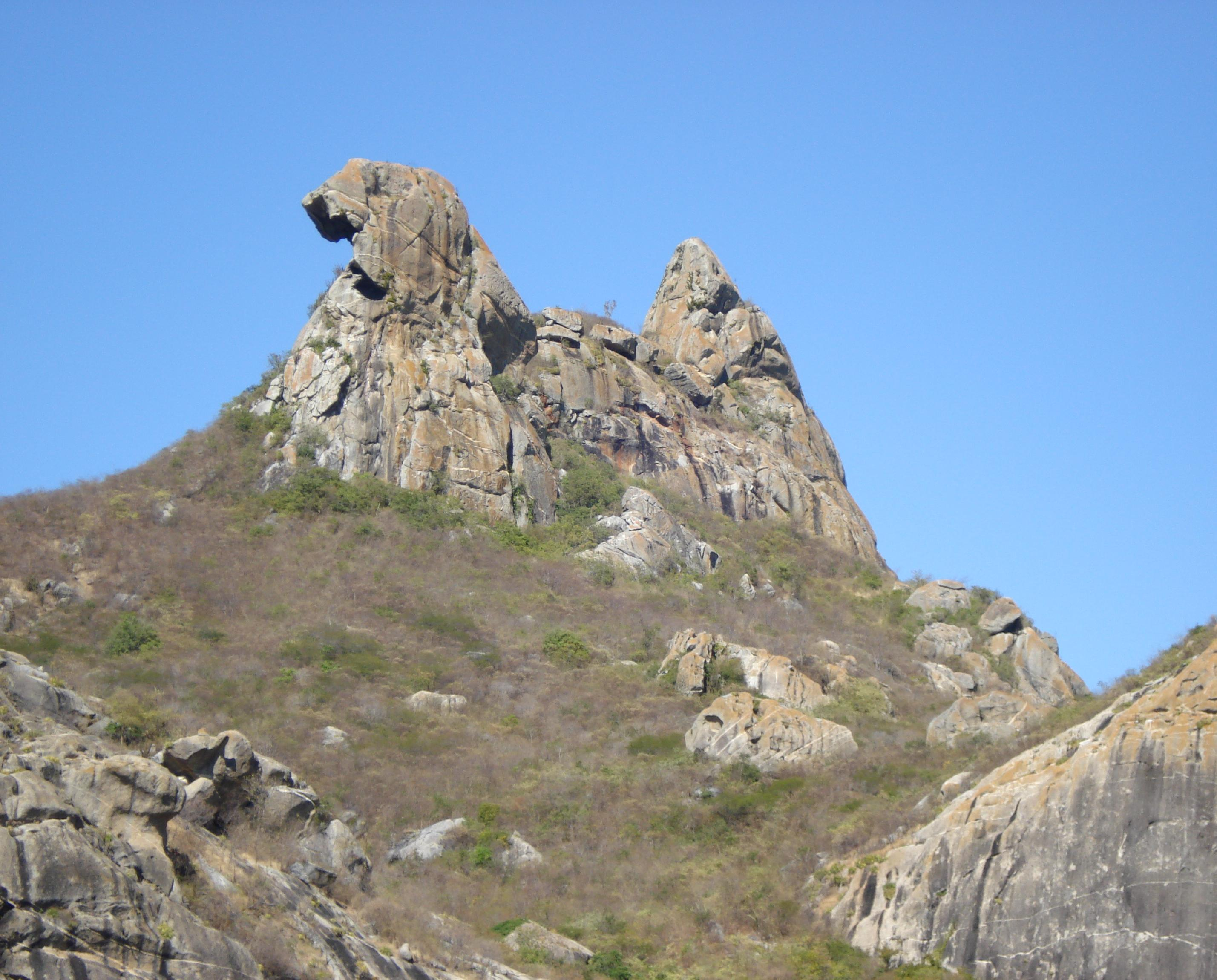
Pedra Galinha Choca
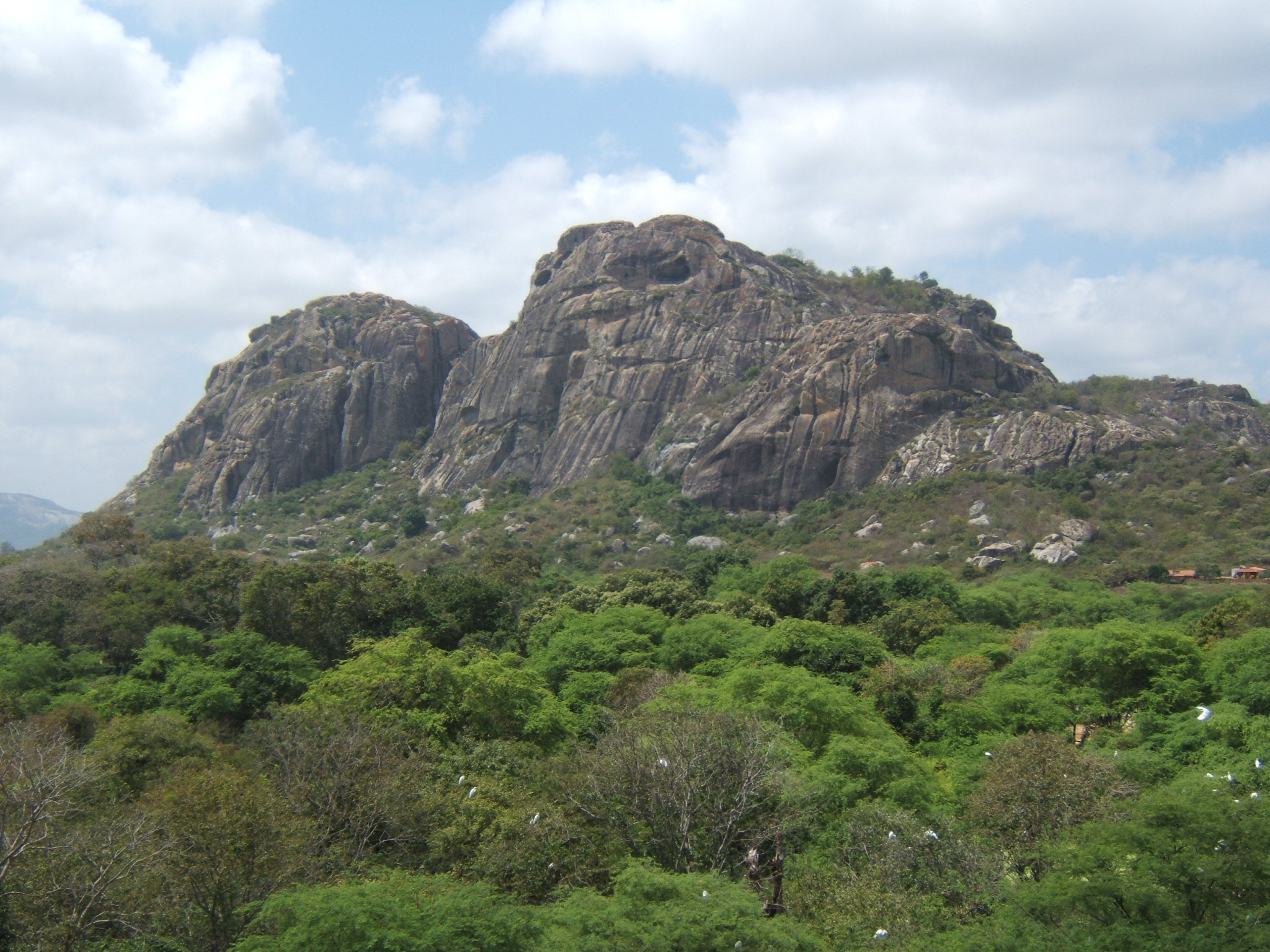
Algumas rochas encontradas na estrada a caminho do Açude Cedro